# 萩原英彦
萩原 英彦（はぎはら ひでひこ、1933年3月30日 - 2001年10月16日）は、日本の作曲家。東京都生まれ。元武蔵野音楽大学作曲科教授。
1947年より、團伊玖磨の下で和声法、作曲法を学ぶ。その後、東京芸術大学音楽学部作曲科に入学し、1956年卒業。作曲を池内友次郎に、ピアノを永井進に師事。
「光る砂漠」「白い木馬」「抒情三章」など合唱の分野で盛んに活動する。破綻のない演奏しやすい音楽が特徴で、調性感のあるいわゆる保守的作風を示す。フォーレの「レクイエム」をはじめとして、フランスのピアノ曲、歌曲、合唱曲の校訂にもたずさわった。

## 主要作品
（）内の人物は作詩者。

### ピアノ
- 組曲「風の旅」（ピアノ連弾）
- 都会のうた（ピアノ連弾）
- エテュード・アルモニーク（ピアノ）
- ピアノのための五つの小品

### 歌曲
- やがて秋（立原道造）
- 或る風に寄せて（立原道造）

### 合唱
- 混声（女声）合唱組曲「光る砂漠」（1971/矢沢宰）
- 混声（女声）合唱組曲「白い木馬」（1974/ブッシュ孝子）
- 混声合唱組曲「深き淵より」（1979/ゆきやなぎれい）
- 混声合唱組曲「動物たちのコラール第1集」（1980/カルメン・ベルノス・デ・ガストルド詩、宮沢邦子訳。以下第4集まで同じ）
- 混声合唱組曲「動物たちのコラール第2集」(1982/C.B.ガストルド/訳:宮澤邦子)
- 混声合唱組曲「動物たちのコラール第3集」(C.B.ガストルド/訳:宮澤邦子)
- 男声合唱組曲「動物たちのコラール第4集」(C.B.ガストルド/訳:宮澤邦子)
- 合唱とピアノのための「花さまざま」（1979/82/細川宏）
- 十五の小品集（女声合唱）(1972-1975)
- 四つの小品（女声／混声合唱；周郷博、矢沢宰）
- 抒情三章（女声合唱；1957/三好達治、中原中也、立原道造）
- 新抒情三章（女声合唱；1983-1984/両画享子）
- 12のこどものうた（女声合唱）
- 周郷博の詩による五つの女声合唱曲「春風のうた」(1987)
- 混声合唱組曲「星の生まれる夜」（橋爪文）
- 男声合唱のための「雨のやみかた」（1989/宮内徳一）
- 混声合唱組曲「白秋による三つの楽想」（1993/北原白秋）
- 女声合唱とピアノのための組曲「小さな虹」（橋爪文）
- 同声（女声）合唱とピアノ4手連弾のための組曲「さくら草の咲くまち」（1998/こわせたまみ）
- 二群の混声合唱と管弦楽のためのPSAUME CIV（詩篇104）
- 男声合唱組曲「山羊の月夜」(1972/周郷博)
- 優しき歌 序の歌(1966/立原道造/無伴奏混声合唱)
- Kyrie eleison(無伴奏混声合唱)
- 落葉林で(無伴奏混声合唱)
- ソプラノ独唱と男声合唱のための「生命の神秘」（1994/G.マンテガッツァ）

### 童謡
- あくしゅでこんにちは
- あるけあるけ
- うまさん
- なのはなさん
- ひらひらはなびら

### 編曲
- フォーレ「レクイエム」女声合唱版
- 女声合唱のためのアルバム「ふるさとのうた」

### 校訂
- 『近代フランス・ピアノ曲集』（音楽之友社）
- 『フォーレ歌曲全集』（全音楽譜出版社）
- 『グノー歌曲選集』（全音楽譜出版社）
- 『フォーレ合唱曲集』（カワイ出版）
- 『二つのミサ曲』（カワイ出版）

### 著書
- 『和声法の研究』（龍吟社）